# Bolest (Holan)
Bolest (cz. Ból albo Cierpienie) – tomik wierszy czeskiego poety Vladimíra Holana, opublikowany w 1965. Zawiera wiersze pisane w latach 1949-1955, kiedy autor nie mógł publikować. Zbiorek jest świadectwem kryzysu poety, wynikającego z rozczarowania ówczesną sytuacją polityczną w Czechosłowacji.